# Hôtel (7 rue de la Barre, Tours)
Pour les articles homonymes, voir Hôtel (homonymie).
L'hôtel est un hôtel particulier situé à Tours dans le Vieux-Tours, au 7 rue de la Barre. Le monument fait l’objet d’une inscription au titre des monuments historiques depuis 1946.
Il accueille la Résidence Saint-Dominique, un foyer étudiant tenu par les Sœurs dominicaines de la Présentation.

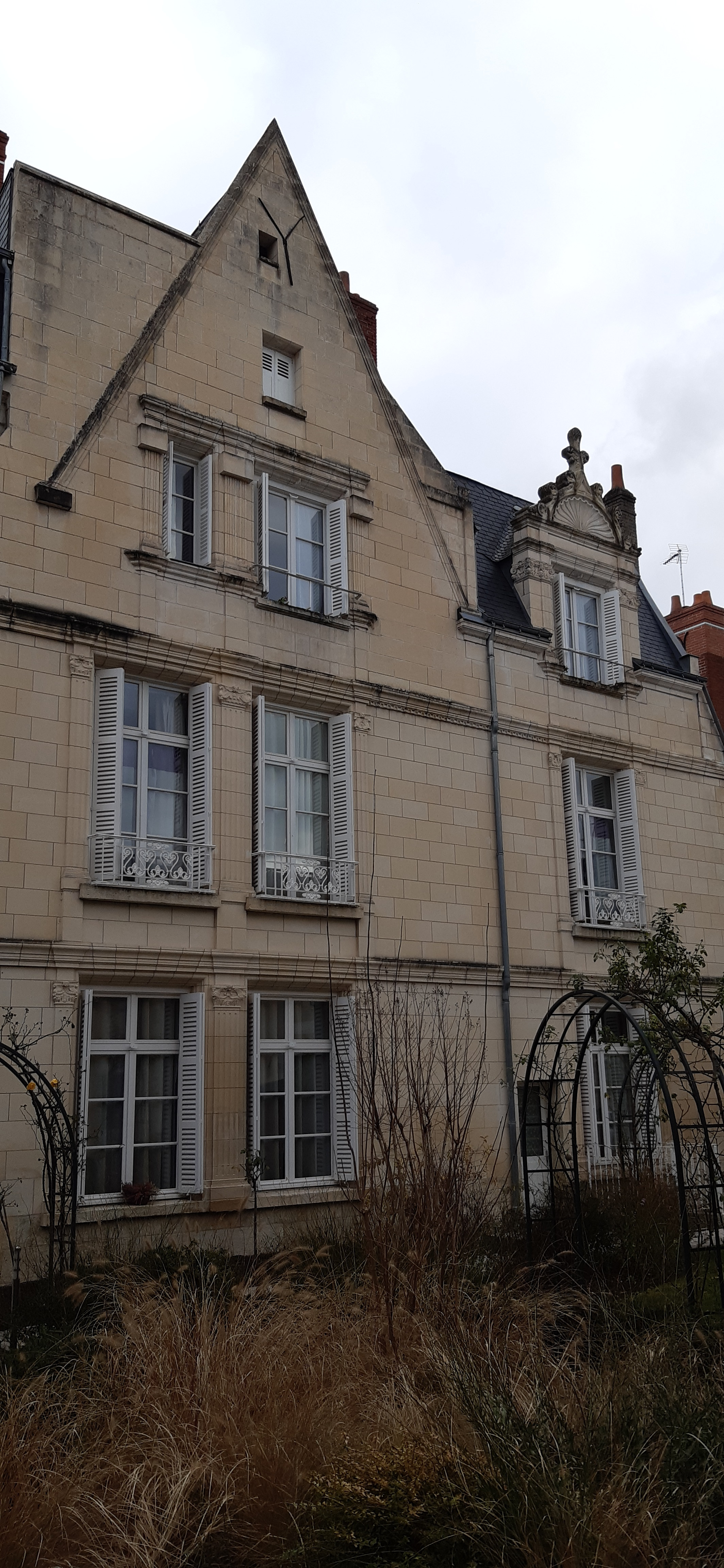
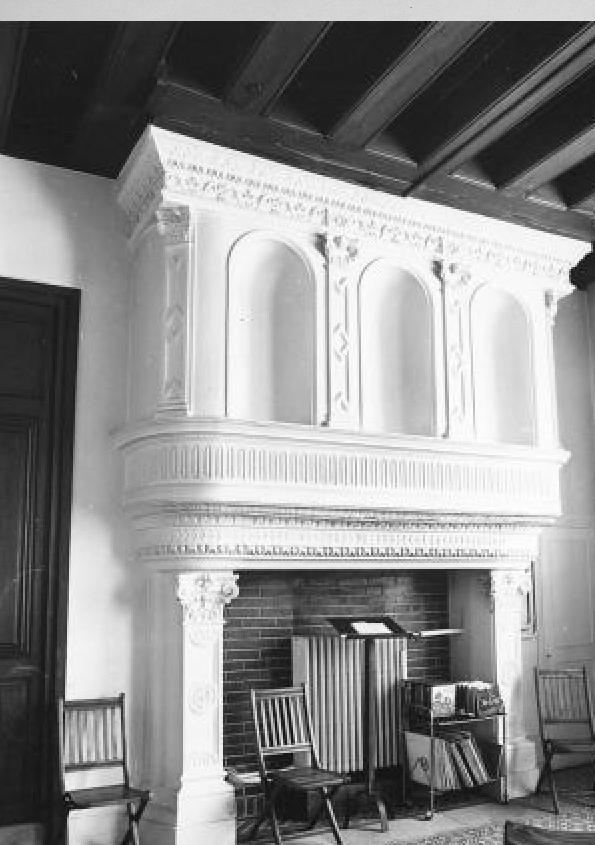